# Kalbach (Nidda)
Der Kalbach ist ein 5,4 km langer rechter und nördlicher Zufluss der Nidda in Hessen. Der Bach entspringt bei der Stadt Oberursel. 3,6 Kilometer des weiteren Bachverlaufs samt Mündung liegen im Stadtgebiet von Frankfurt am Main.

## Name
Der Bach wurde im Frühmittelalter Caldebach genannt. Der Name bedeutete also ursprünglich 'am kalten Bach'.

## Geographie

### Verlauf
Der Kalbach entspringt bei Oberursel-Bommersheim am Südhang des Mittelgebirgszuges Taunus. Die Fließrichtung des Gewässers von der Quelle bis zur Mündung ist ganz überwiegend von Nordwesten nach Südosten. In Bommersheim sind einige hundert Meter des Bachverlaufs verrohrt. Hinter Bommersheim, nach knapp drei Kilometern Fließstrecke durch landwirtschaftlich genutzte Flächen tritt er nordöstlich des Stadtteils Frankfurt-Kalbach-Riedberg – bei Unterquerung der Bundesautobahn 5 – ins Frankfurter Stadtgebiet ein.
Der Bach durchfließt im weiteren Verlauf den historischen Kern der Ortschaft Kalbach. Etwa 750 Meter östlich des Ortskerns fließt dem Kalbach von rechts als dessen größter Zufluss die Kätcheslach zu – ein Graben, welcher der Entwässerung versiegelter Flächen in der Riedberg-Siedlung dient (→ Kätcheslachpark). Anschließend verläuft der Kalbach zwischen den südwestlichen Rändern der Bebauung der Ortschaft Kalbach und Frankfurt-Bonames und weiteren landwirtschaftlich und gärtnerisch genutzten Flächen. Dort wird er für die Strecke von rund einem Kilometer vom regionalen Wanderweg Hölderlin-Pfad begleitet.
Nach Unterquerung der A 661 von Nordwesten erreicht der Bach das Landschaftsschutzgebiet des Frankfurter Grüngürtels. Dort wird ein Teil des Gewässers abgeleitet, um das Feuchtgebiet am Alten Flugplatz Bonames zu speisen. Kurz vor der Mündung hat der Kalbach einen weiteren Zufluss, den Schwarzen Kalbach. Südlich von Bonames mündet der Kalbach schließlich in einen durch Renaturierungs-Maßnahmen wieder an den Fluss angeschlossenen Bonameser Nidda-Altarm.

### Flusssystem Nidda
- Fließgewässer im Flusssystem Nidda

### Ortschaften
Zu den Ortschaften am Kalbach gehören (flussabwärts betrachtet):
- Oberursel-Bommersheim (Hessen)
- Frankfurt-Kalbach (Hessen)
- Frankfurt-Bonames (Hessen)